# Berat (Alta Garona)
Berat (oficialment Bérat) és un municipi occità del Comenge, a Gascunya, situat a la regió d'Occitània i el departament de l'Alta Garona.